# Abbazia di San Felice (Giano dell'Umbria)
L'abbazia di San Felice è un edificio religioso all'interno del comune di Giano dell'Umbria. Attualmente è affidata ai sacerdoti della congregazione dei Missionari del Preziosissimo Sangue.

## Storia
L'abbazia è situata in posizione isolata e dominante, a poca distanza dal borgo di Giano dell'Umbria. Di origini incerte, secondo lo storico folignate Ludovico Jacobilli l'istituzione del complesso è databile al 950, con lo stanziamento di una comunità monastica benedettina, mentre la costruzione della chiesa e dell'annesso monastero risale agli inizi del XII secolo, sopra un preesistente oratorio del IV secolo, sorto a difesa delle spoglie di San Felice vescovo di Vicus ad Martis e martire sotto Diocleziano e Massimiano (304 d.C.).
Nel 1373 papa Gregorio XI pose l'Abbazia di San Felice sotto la giurisdizione dell'Abbazia di Santa Croce di Sassovivo, seguendone le sorti e la decadenza avvenuta nel corso del XV secolo. Nel 1450 papa Niccolò V affidò la cura del complesso abbaziale alla Congregazione perugina degli Eremitani di Sant'Agostino, i quali presero formale possesso di San Felice nel 1496. Durante quegli anni il complesso, che versava in stato di degrado, fu sottoposto ad interventi di restauro che, a partire dal 1452, durarono quasi trent'anni. Nel 1798 gli Agostiniani, a causa della loro condotta, furono allontanati dall'abbazia e i beni di questa furono confiscati e devoluti al Comune di Spoleto. Dal 1803 al 1810 la struttura fu retta dai Passionisti.
Nel 1814 il sacerdote romano Gaspare del Bufalo, che insieme ad altri sacerdoti intendeva fondare una congregazione, ritenne che quel luogo fosse il più adatto per portare a compimento il suo progetto. Cosicché nel 1815, grazie all'appoggio di papa Pio VII e con l'aiuto della popolazione di Giano dell'Umbria, il missionario si stabilì nei locali del convento e il 15 agosto dello stesso anno nacque, con una solenne cerimonia, la congregazione dei Missionari del Preziosissimo Sangue.
Nel 1860, a seguito della soppressione delle corporazioni religiose, il complesso di San Felice fu abbandonato dai Missionari bufalini, che vi fecero rientro solamente nel 1937. Da allora l'abbazia è custodita dai sacerdoti di San Gaspare, che oggi ne hanno fatto un centro di accoglienza e spiritualità.

## Descrizione
L'impianto architettonico è comune alle basiliche coeve della zona di Spoleto, ossia pianta a tre navate absidate, presbiterio rialzato con cripta sottostante e finestra trifora sulla facciata. L'aspetto attuale della chiesa è il risultato di restauri realizzati negli anni Cinquanta del Novecento: la facciata si presenta a capanna con una trifora al centro, portale d'accesso strombato con archi a tutto sesto e architrave in travertino decorato con foglie.
L'interno è diviso in tre navate: la navata centrale coperta da volta a botte, le navate laterali coperte da volte a crociera. Il presbiterio e le tre absidi con catino circolare sono separati dal resto della chiesa da una ripida scalinata in travertino.
La cripta (costruita sotto il presbiterio) è divisa in tre navate e conserva l'arca con le reliquie di San Felice.
Il chiostro, facente parte delle costruzioni abbaziali del complesso (che si sviluppano a destra della chiesa con forma a "L"), è a pianta rettangolare ed è formato da pilastri di mattoni; si compone di due loggiati sovrapposti e contiene all'interno del rettangolo una cisterna per la raccolta delle acque piovane.